# Barrais-Bussolles

Barrais-Bussolles este o comună în departamentul Allier din centrul Franței. În 1 ianuarie 2022 avea o populație de 185 de locuitori.